# Trnje, Črenšovci
Trnje (madžarsko Tüskeszer) je naselje v Občini Črenšovci.
Kraj stoji ob potoku Črnec, skozenj teče cesta med Gomilico in Žižki. Strnjeni jedri, Zgornje in Spodnje Trnje, ločuje redkeje poseljeno območje z razloženimi domačijami.
Prebivalci se pretežno ukvarjajo s poljedelstvom in živinorejo na poljih, ki obdajajo Trnje, ali se vozijo na delo v Turnišče, Beltince in Mursko Soboto. V kraju delujejo prostovoljno gasilsko društvo, nogometni klub, kulturni klub, ...

## Prireditve
Leta 1977 se je v kraju odvijalo Borovo gostüvanje.